# Manggungsari (Weleri)
Manggungsari is een bestuurslaag in het regentschap Kendal van de provincie Midden-Java, Indonesië. Manggungsari telt 2737 inwoners (volkstelling 2010).